# キバナサバノオ
キバナサバノオ（黄花鯖の尾、学名：Dichocarpum pterigionocaudatum）は、キンポウゲ科シロカネソウ属の多年草。

## 特徴
植物体全体に無毛で繊細である。根茎は太く短く、径は5-10mmになり、大きな鱗片におおわれている。茎は高さ10-25cmになり、直立する。ときに高さ30-50cmに達するものもあり、本属の中では最も大型になる。根出葉は1個あるかまたは退化して鱗片状となる。茎の中部につく葉は互生、上部につく葉は対生する。葉身は鳥足状複葉で3全裂し、頂小葉は狭菱状倒卵形から卵形で、長さ2-5cm、幅1-1.5cm、縁は粗い鋸歯縁、基部はくさび形となり、葉柄の基部は合着する。
花期は4-5月。茎先に径7-10mmの黄緑色の花が1-2-個、横向きやか斜め下向きにやや半開状に咲く。花柄は長さ1.5-3cmになり、3出複葉から3深裂した葉状の小苞が対生する。花弁状の萼片は5個あり、楕円形で長さ6-10mm、幅2-5mmになり、背面はわずかに赤紫色をおびる。萼片の内側に小さな花弁が5個あり、花弁の舷部は直立し、オレンジ色で半球形-軍配形、蜜腺があって蜜を分泌し、向軸側は浅く不規則に切れ込み、その柄は黄白色になる。雄蕊は30-50個あり、長さ5mm、葯は白色で長さ0.5mm、花糸は線形で黄色になる。雌蕊は2個あり柱頭はわずかに頭状になる。果実は袋果で長さ0.9cmになり、基部で2個が合着して魚の尾状に広がる。種子は径約1mmの球形となり、褐色で、表面はほぼ平滑で光沢がある。

## 分布と生育環境
日本固有種。本州の福井県、滋賀県、京都府、兵庫県にかけての日本海側に偏った地域に分布し、落葉広葉樹林の林床や日陰地、沢沿いの湿った場所などに生育する。

## 名前の由来
和名キバナサバノオは、「黄花鯖の尾」の意で、この属の果実は2個の袋果が広がって魚の尾状に広がり、この種の花が黄色であることから。

## 種の保全状況評価
絶滅危惧II類 (VU)（環境省レッドリスト）
（2017年、環境省）
- 2000年レッドデータブックまでは、絶滅危惧IA類(CR)。2007年レッドリストまでは、絶滅危惧IB類(EN)。

## ギャラリー

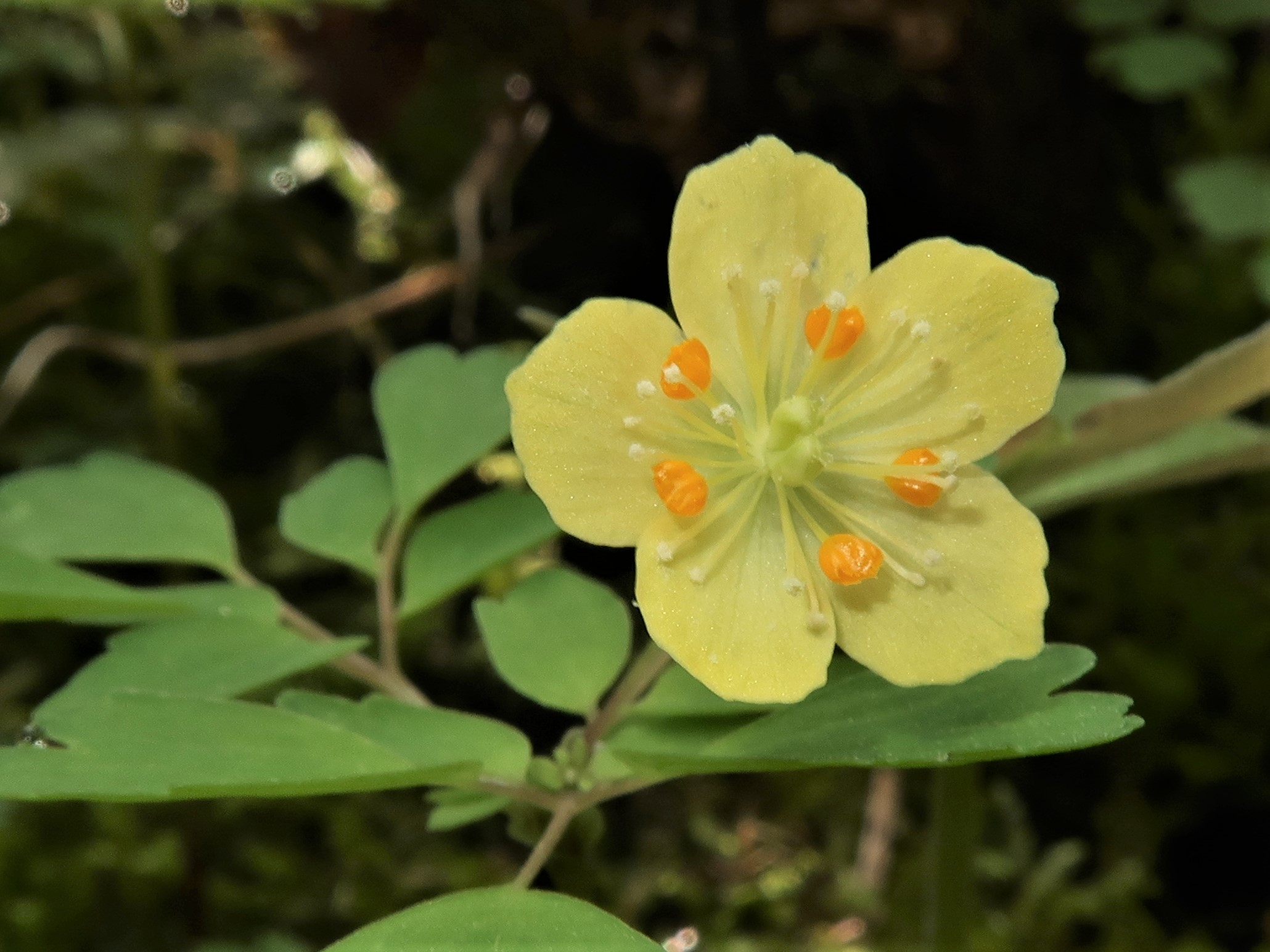
花弁状のものは萼片で、花弁は内側のオレンジ色のもの。
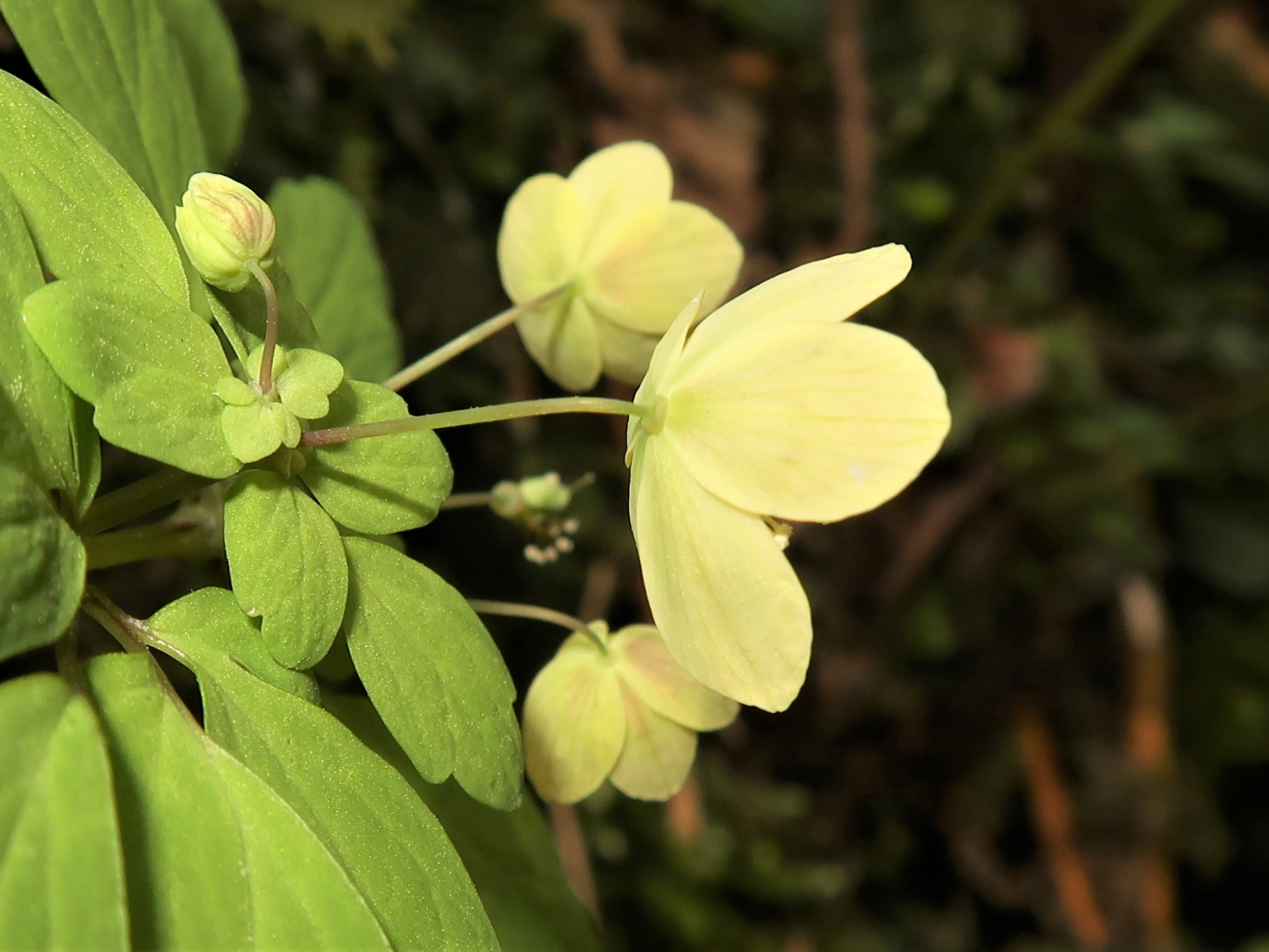
花弁状の萼片の背面はわずかに赤紫色をおびる。
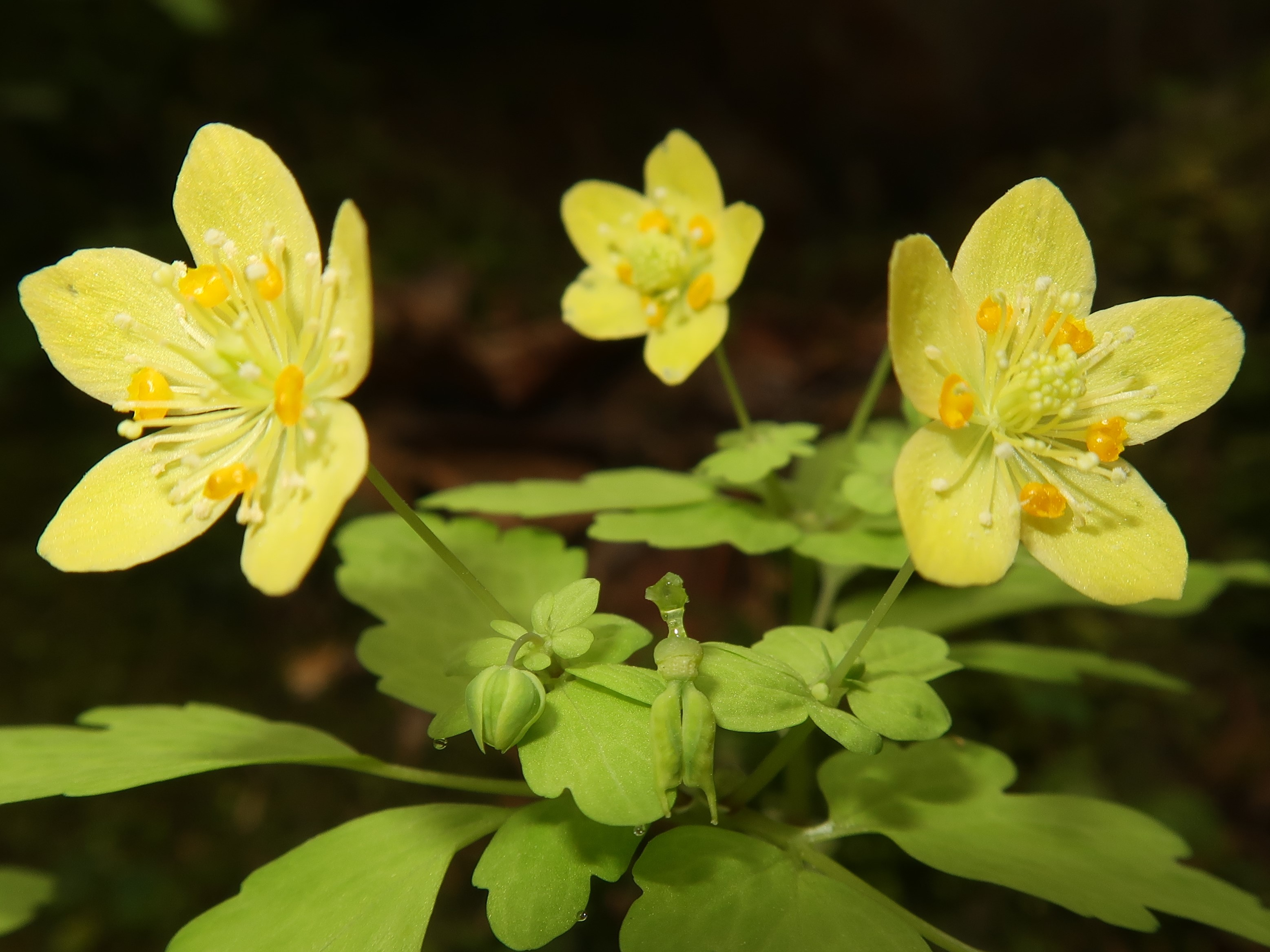
花と花の間に若い果実がある。
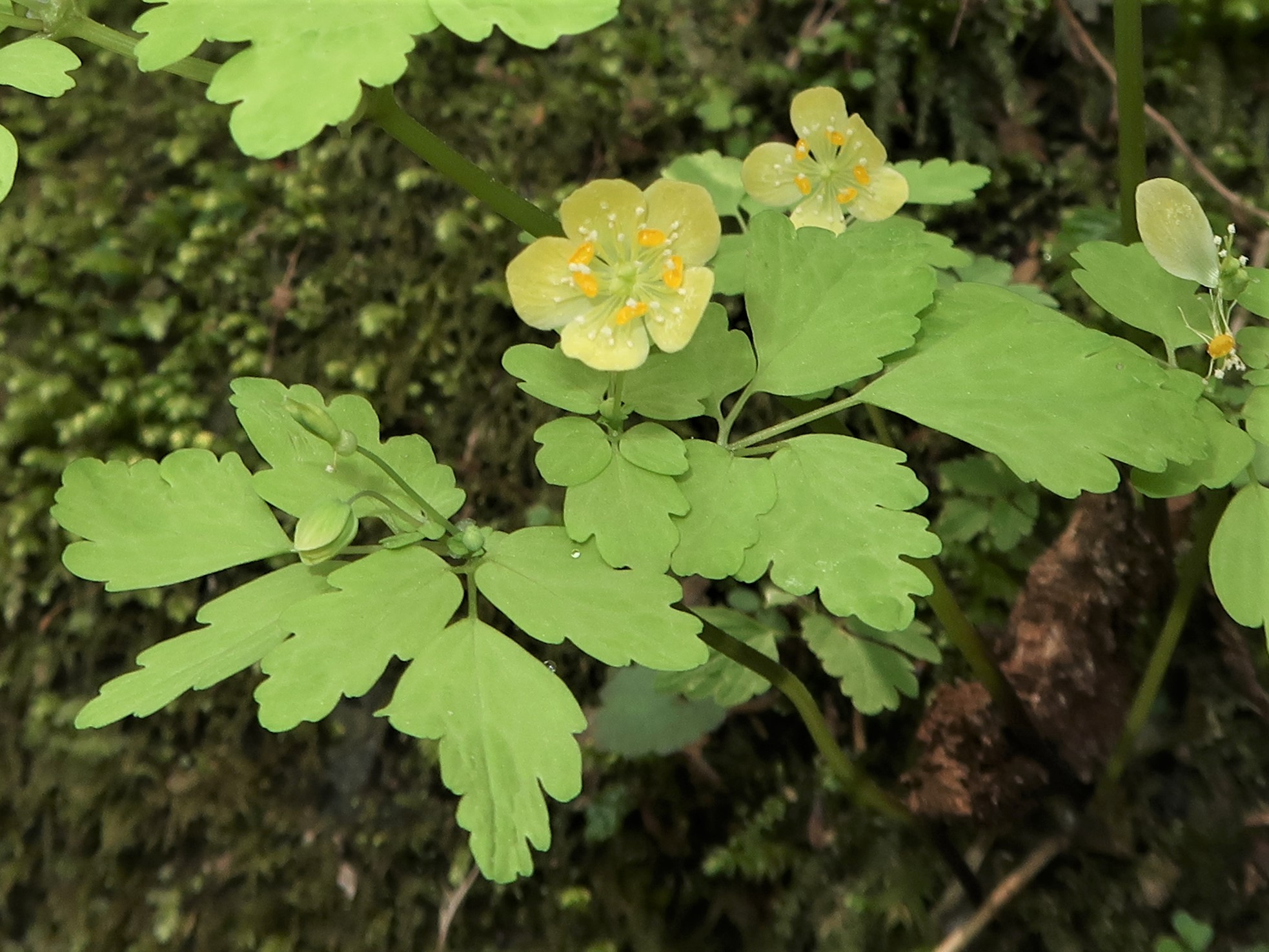
葉は鳥足状複葉になる。
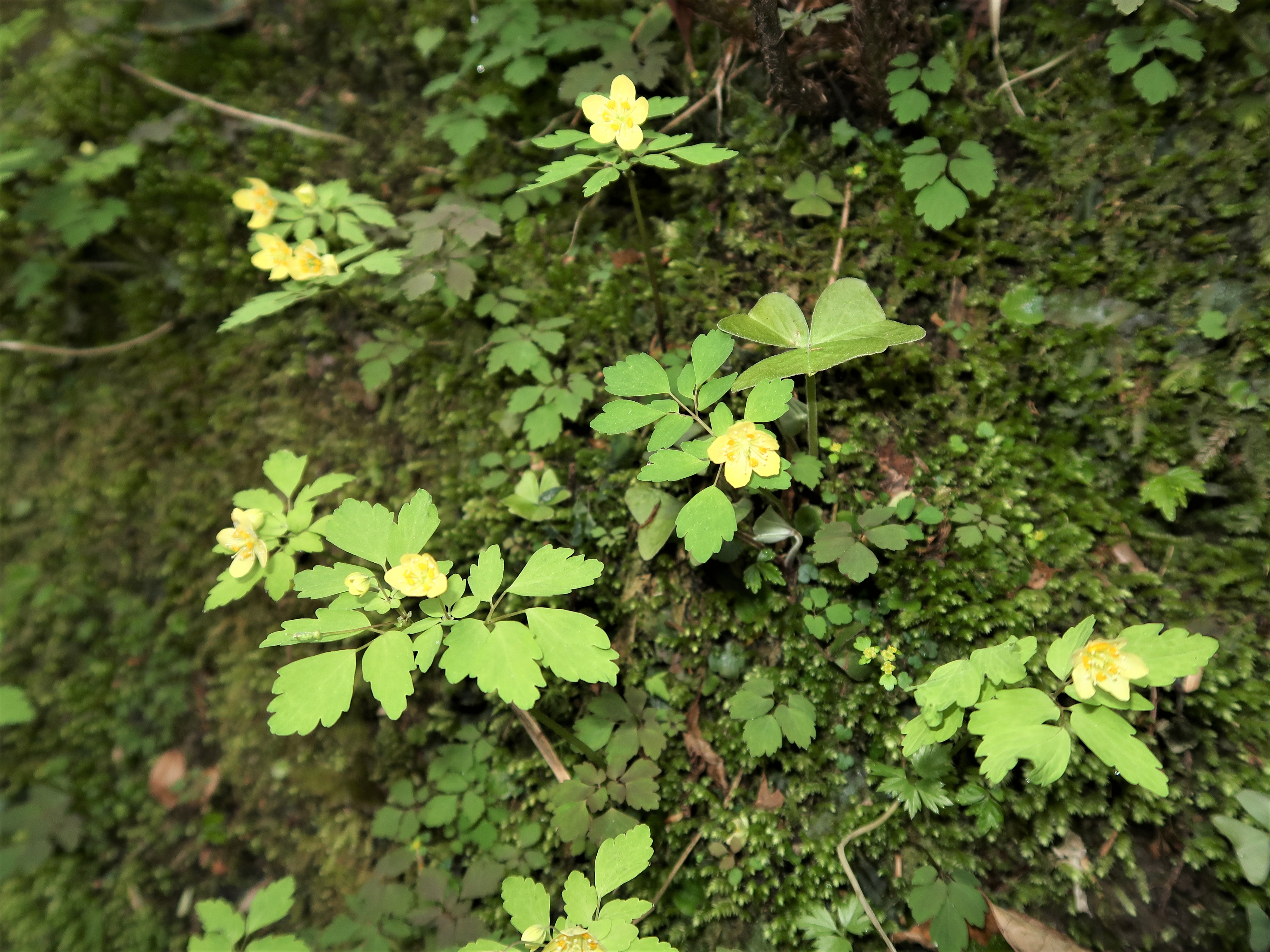
湿って苔むした岩壁に咲く。